# توني كينغ
توني كينغ (بالإنجليزية: Tony King)‏ هو ممثل أمريكي، ولد في 6 مايو 1947 في الولايات المتحدة.

## أعمال

### أفلام
- (1972) العراب[2][3][4]

## وصلات خارجية
- توني كينغ على موقع IMDb (الإنجليزية)
- توني كينغ على موقع ألو سيني (الفرنسية)
- توني كينغ على موقع أول موفي (الإنجليزية)
- توني كينغ على موقع قاعدة بيانات الأفلام السويدية (السويدية)
- توني كينغ على موقع قاعدة بيانات الفيلم (الإنجليزية)
- توني كينغ على موقع كينوبويسك (الروسية)